# Muròu
Murol és un municipi francès situat al departament del Puèi Domat i a la regió d'Alvèrnia-Roine-Alps. L'any 2007 tenia 552 habitants.

## Llocs d'interès
- Castell de Murol